# Сарапульцев, Сергей Юрьевич
Сергей Юрьевич Сарапульцев (14 января 1967 года, село Орда, Ординский район, Пермская область, РСФСР, СССР — 23 сентября 2021 года, Пермь, Пермский край, Россия) — российский государственный деятель, полковник юстиции. Руководитель следственного управления Следственного комитета Российской Федерации по Пермскому краю с 6 июля 2018 года по 23 сентября 2021 года.
Службу в следственных органах Сарапульцев начал в 2002 году. Руководил расследованием нападений, совершённых серийным убийцей Александром Геращенко, участвовал в расследовании дела о пожаре в клубе «Хромая лошадь», на момент начала следствия по делу о массовом убийстве в Пермском государственном университете возглавлял краевое следственное управление. Покончил жизнь самоубийством 23 сентября 2021 года.

## Биография

### Ранние годы. Образование
Родился 14 января 1967 года в селе Орда Ординского района Пермской области (ныне Пермский край).
В 1984—1989 годы являлся курсантом Пермского высшего военного командно-инженерного училища ракетных войск, в 1989—1992 годах служил в Вооружённых силах СССР, а затем России. С 1993 года по 1994 год работал специалистом по маркетингу в индивидуальном частном предприятии «Банников и К».
В 1994—2002 годах служил в органах Федеральной службы налоговой полиции Российской Федерации по Пермской области. В 1998 году поступил на заочное отделение Пермского государственного университета (специальность «юриспруденция»), окончил высшее учебное заведение в 2004 году.

### В следственных органах
С 2002 года — на службе в органах прокуратуры; в 2002—2004 годах занимал должности следователя, старшего следователя прокуратуры Индустриального района Перми.
С 2005 года — старший следователь отдела по расследованию бандитизма и умышленных убийств следственного управления прокуратуры Пермской области (затем Пермского края); в 2007 году Сарапульцев возглавил этот отдел.
В 2007—2009 годах занимал должность заместителя руководителя отдела по расследованию особо важных уголовных дел следственного управления Следственного комитета при прокуратуре РФ по Пермскому краю. В 2009 году назначен на должность руководителя отдела по расследованию особо важных дел о преступлениях против государственной власти и в сфере экономики следственного управления Следственного комитета при прокуратуре РФ по Пермскому краю.
22 сентября 2009 года назначен на должность заместителя руководителя следственного управления Следственного комитета при прокуратуре РФ по Пермскому краю. 15 января 2011 года Следственный комитет при прокуратуре был преобразован в Следственный комитет Российской Федерации; в сентябре того же года Сарапульцев перешёл на службу в следственное управление Следственного комитета Российской Федерации по Иркутской области, где до 2013 года занимал должность первого заместителя руководителя управления. В 2013 году вновь стал заместителем руководителя следственного управления Следственного комитета РФ по Пермскому краю.
Указом Президента Российской Федерации от 5 июля 2018 года полковник юстиции Сарапульцев был назначен на должность руководителя следственного управления Следственного комитета Российской Федерации по Пермскому краю. Сменил на этом посту Марину Заббарову, уволенную со службы 3 мая 2018 года в связи с выходом на пенсию.
Как отмечало издание «Коммерсантъ», в разные годы Сарапульцев возглавлял расследование нападений в Соликамске, совершённых серийным убийцей Александром Геращенко, участвовал в расследовании дела о пожаре в клубе «Хромая лошадь», руководил осмотром места происшествия после крушения Boeing 737 в Перми. «Бывшие подчиненные Сергея Сарапульцева отмечают, что он был жёстким руководителем, но всегда защищал сотрудников перед вышестоящим начальством», — подчёркивал обозреватель «Коммерсантъ» Дмитрий Астахов.

### Смерть
23 сентября 2021 года Сарапульцев был обнаружен мёртвым в собственном доме на Виноградной улице в Перми (микрорайон Ново-Бродовский). Информационное агентство «ТАСС», опираясь на источник в правоохранительных органах, сообщило, что полковник юстиции покончил жизнь самоубийством; агентство «Интерфакс», также ссылаясь на информированный источник, отмечало, что самоубийство руководителя регионального следственного управления не связано со службой.
Ряд средств массовой информации сообщил, что Сарапульцев совершил суицид после прошедшего в краевом следственном управлении совещания, посвящённого массовому убийству в Пермском государственном университете: 20 сентября в результате стрельбы в вузе погибли 6 человек, несколько десятков человек получили ранения. Согласно информации некоторых СМИ, по итогам этой встречи с руководством Следственного комитета сотрудники управления были отстранены от участия в расследовании произошедшего; один из источников интернет-издания Lenta.ru в правоохранительных органах отмечал, что сам Сарапульцев был обвинён в плохой организации расследования нападения и несвоевременном реагировании на жалобы граждан: «В его адрес было много критики, в том числе необоснованной. По итогам встречи намекнули, чтобы готовился к увольнению».
Погибший руководитель оставил предсмертную записку следующего содержания:
«Пожил достаточно. Господи Иисусе Христе, прости меня грешного за все прегрешения мои, вольные и невольные. Грешен и виноват я перед тобой, а в чем — то тебе ведомо. Помилуй меня — раба твоего недостойного».
По факту гибели Сарапульцева в Центральном аппарате Следственного комитета РФ начата процессуальная проверка.

## Награды
Удостоен ряда наград, среди них:
- медаль Следственного комитета при прокуратуре РФ «Доблесть и отвага» (сентябрь 2008 года)[1][2];
- наградное оружие — пистолет[18].